# 尾西バスストップ
尾西バスストップ（びさいバスストップ）は、愛知県一宮市西萩原若宮前の名神高速道路上にあるバス停。名神尾西（めいしんびさい）とも言う。
2008年現在ではこのバス停に停車する高速バスは存在せず、中日本高速道路（NEXCO中日本）の管理用施設に転用されている。

## 歴史
- 2002年6月1日：名神ハイウェイバスの急行便が廃止されたため、高速バスが1本も停車しなくなった。

## 周辺
- 愛知県道513号一宮西中野線

## 蓮池バス停
蓮池バス停（はすいけバスてい）は愛知県一宮市蓮池郷東の一宮市道上にある名鉄バスの路線バス用バス停。
かつての名称は尾西バスストップ（びさいバスストップ）であったが、高速道路上のバス停が休止されたため、現在の名称に変更された。
蓮池バス停に停車する路線
- 名鉄バス起線
  - 一宮駅バスターミナル - 尾張中島 - 蓮池

## 隣
名神高速道路
(25)一宮IC - (25-1)一宮JCT - (BS)尾西BS - (PA)羽島PA/BS - (25-2)岐阜羽島IC